# Vojaška nebojna vozila
Vojaška nebojna vozila so vsa vojaška vozila, ki niso namenjena boju; čeprav so lahko oborožena.

## Delitev vojaških nebojnih vozil
- Lahka vojaška vozila
- Oskrbovalna vojaška vozila
- Inženirska vozila